# Endrosa teriolensis
Endrosa teriolensis är en fjärilsart som beskrevs av Karl Burmann 1955. Endrosa teriolensis ingår i släktet Endrosa och familjen björnspinnare. Inga underarter finns listade i Catalogue of Life.